# Tephrina inconspicuaria
Tephrina inconspicuaria är en fjärilsart som beskrevs av Jacob Hübner 1818. Tephrina inconspicuaria ingår i släktet Tephrina och familjen mätare. Inga underarter finns listade i Catalogue of Life.